# Mont Moran

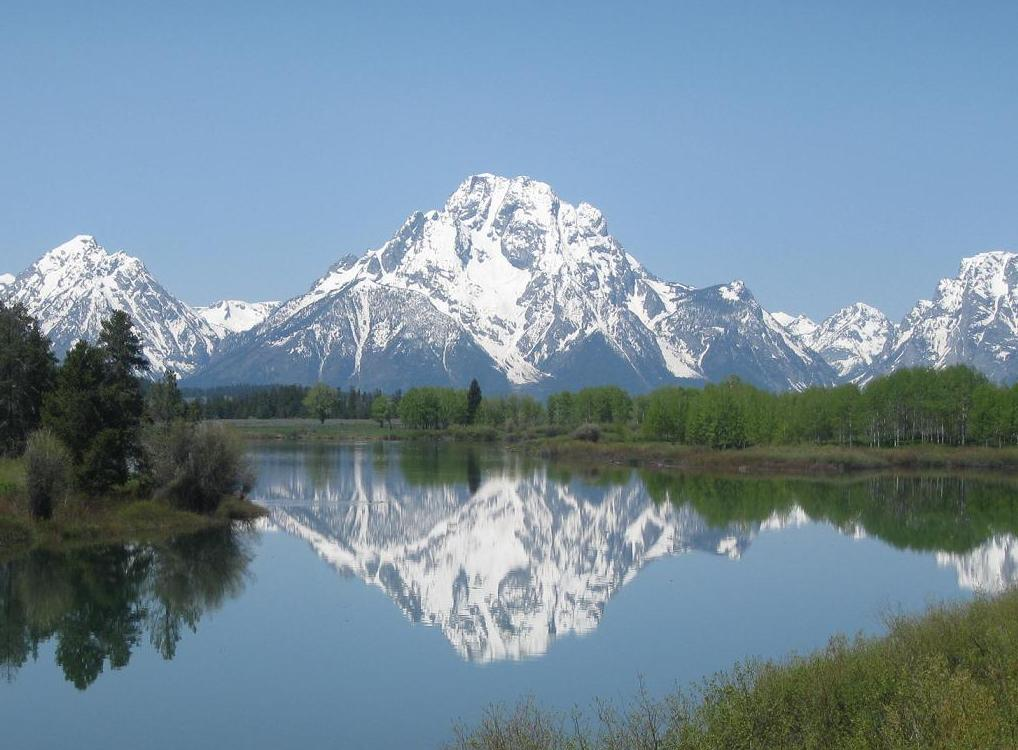
Le mont Moran et la rivière Snake.

Le mont Moran (Mount Moran en anglais) est une montagne située dans le parc national de Grand Teton dans le nord-ouest du Wyoming aux États-Unis.

## Toponymie
La montagne tire son nom de l'artiste Thomas Moran, un peintre spécialisé dans les paysages de l'ouest des États-Unis lorsque la région était encore peu explorée.

## Géographie
La montagne appartient aux montagnes Rocheuses et en particulier à la chaîne Teton dominé par le Grand Teton suivi du mont Owen. Le Skillet Glacier est un des glaciers présents sur la face orientale de la montagne. Tout comme le proche Middle Teton, la roche du mont Moran est une intrusion de basalte connue sous le nom de Black Dike (« dyke noir »).

## Histoire
La première ascension, qui remonte au 22 juillet 1922, a été effectuée par LeGrand Hardy, Bennet McNulty et Ben C. Rich en passant par le Skillet Glacier car il s'agit d'une des voies les plus accessibles pour atteindre le sommet.
Le 21 novembre 1950, un avion cargo C-47 s'est écrasé sur la montagne durant une tempête en tuant les 21 passagers.